# Aappilattoq (Qaasuitsup)
Aappilattoq ([ˈaːpːiˌlatːɔq] según la antigua ortografía Augpilagtoĸ) es una villa ubicada cerca de la localidad de Upernavik, en la municipalidad de Qaasuitsup, en la costa noroeste de Groenlandia.

## Localización
Aappilattoq se encuentra a 22 kilómetros al este de la capital del distrito Upernavik, en el extremo noroeste de la isla homónima al sur del archipiélago de Upernavik. El fiordo Ikeq (Upernavik Isfjord) discurre hacia el norte.

## Demografía
| Gráfica de evolución de Aappilattoq entre 1977 y 2020 |
|                                                       |

## Transporte
Air Greenland cubre el transporte de la villa como parte de un contrato gubernamental, en su mayoría vuelos en helicóptero entre el Helipuerto de Aappilattoq y el Aeropuerto de Upernavik.

## Personaje ilustre
- Jørgen Kleemann (* 1923), músico.